# Jorge Maniaces
Jorge Maniaces (en griego: Γεώργιος Μανιάκης, transcrito como Georgios Maniaces, Maniakis o Maniaches, italiano: Giorgio Maniace) (muerto en 1043) fue un prominente general  bizantino en el siglo XI, y catapán de Italia en 1042. Las sagas escandinavas se refieren a él como Gyrgir y popularmente se le ha considerado como alguien de gran estatura y de complexión robusta.

## Biografía
Maniaces fue un general bizantino que alcanzó una importante presencia en la elite bizantina durante la campaña siria de 1031. Aunque el Imperio fue derrotado en Alepo, logró la captura de Edesa frente a los turcos selyúcidas. Su mayor logro fue la reconquista parcial de Sicilia (ocupada por los árabes desde el siglo X) a los sarracenos a partir de 1038. Allí, fue asistido por la guardia varega, en ese momento dirigida por Harald Hardrada, que más tarde se convirtió en rey de Noruega.
También hubo mercenarios normandos con él, al mando de Guillermo Brazo de Hierro, quien ganó su apodo al derrotar al emir de Siracusa en combate singular. Sin embargo, condenó al ostracismo a su almirante, Esteban, cuya esposa era hermana de Juan el Eunuco, el miembro de más alto rango en la corte, y, al humillar públicamente al caudillo del contingente lombardo, Arduino di Melfi, causó su deserción con los normandos y vikingos. Como consecuencia, fue relevado por el emperador Miguel IV, también cuñado de Esteban. Aunque los árabes pronto tomaron de nuevo la isla, los éxitos de Maniaces inspiraron posteriormente a los normandos a invadir Sicilia.
Los logros de Maniaces en Sicilia fueron largamente ignorados por el emperador, por lo que se rebeló contra Constantino IX en 1042, a pesar de que había sido nombrado catapán de Italia. El principal responsable de enfrentarse a la revuelta de Maniaces fue Romano Esclero. Esclero, como Maniaces, era uno de los ricos terratenientes que poseía grandes extensiones de tierra en Anatolia —sus fincas estaban próximas de las de Maniaces y ambos se habían enfrentado en varias disputas por la tierra—. Esclero debía su influencia sobre el emperador a su encantadora hermana Sclerina, que en la mayoría de las áreas, fue una influencia muy positiva sobre Constantino.

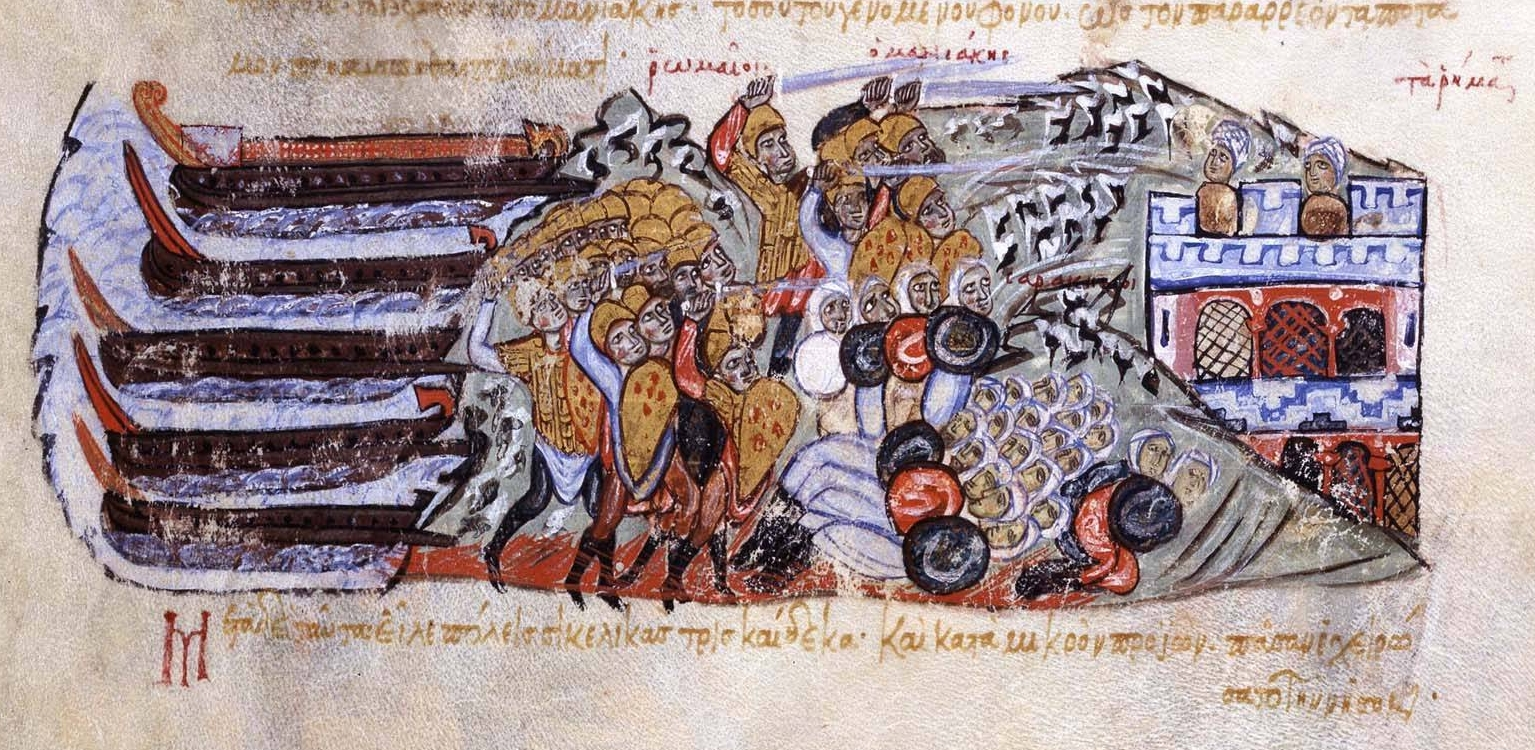
Las tropas de Jorge Maniaces vencen a los árabes en Sicilia

Encontrándose en una posición favorable, Esclero usó su influencia para acusar a Maniaces ante Constantino, saquear sus tierras e incluso seducir a su esposa. Cuando Esclero exigió que se le entregase el mando de las fuerzas imperiales en Apulia, Maniaces respondió torturándolo brutalmente hasta la muerte, después de sellar sus ojos, oídos, nariz y boca con excremento. Maniaces fue entonces proclamado emperador por sus tropas (incluyendo a los varegos), que comenzaron la marcha hacia Constantinopla. En 1043 su ejército se enfrentó a los soldados leales a Constantino en las proximidades de Tesalónica, y aunque inicialmente tuvo éxito, Maniaces fue muerto durante el combate cuerpo a cuerpo después de recibir una herida mortal (de acuerdo con Miguel Psellos). El castigo de Constantino a los rebeldes que sobrevivieron fue obligarlos a desfilar en el Hipódromo de Constantinopla mientras iban montados de espaldas en burros. Con su muerte, la rebelión cesó. En Sicilia, llevan su nombre la ciudad de Maniace y la fortaleza de Siracusa Castello Maniace.

Las conquistas de Maniaces en Sicilia entre el 1038 y el 1040.